# Château de Johannisburg

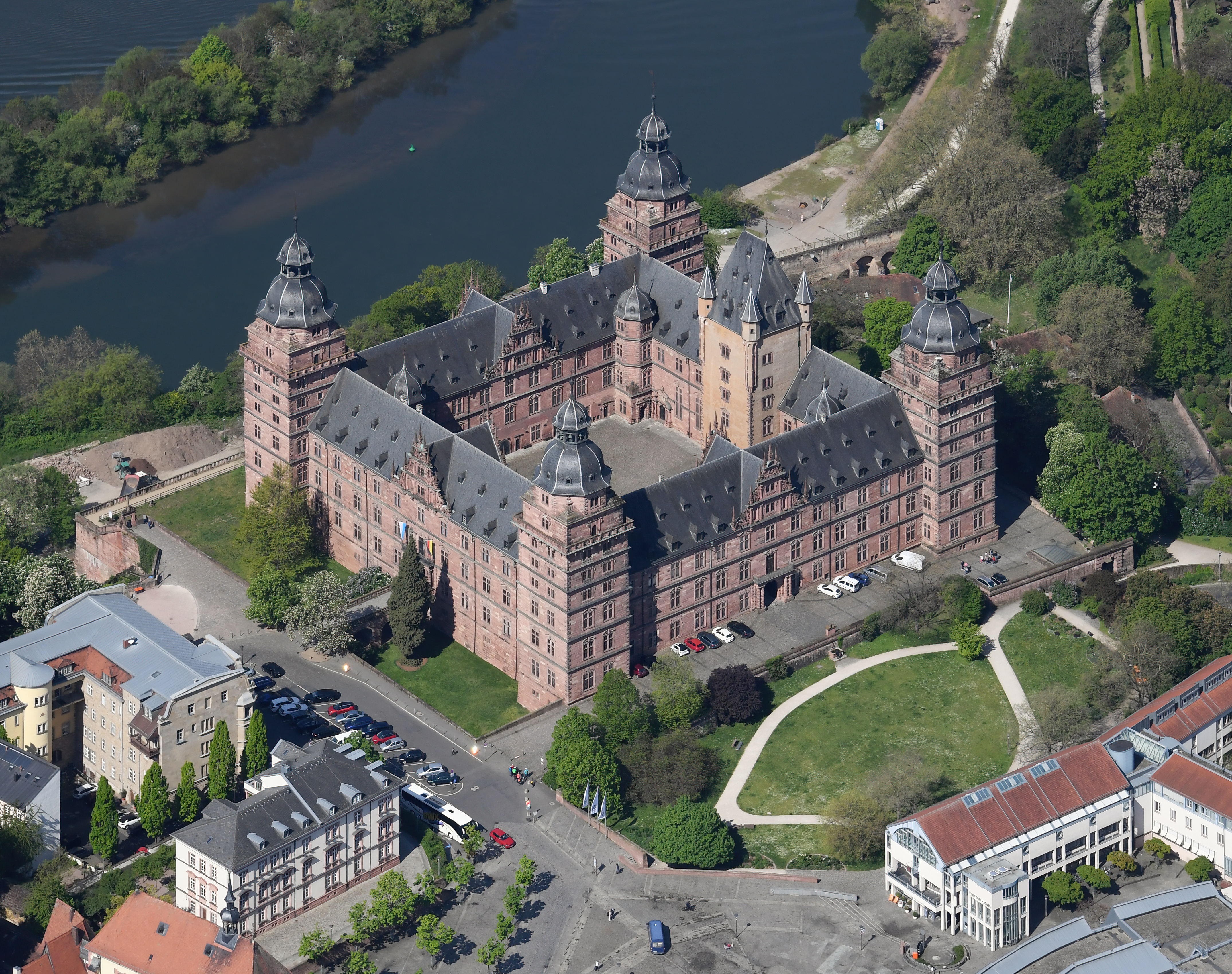
Vue aérienne du château de Johannisburg

Le château de Johannisburg (en allemand : Schloss Johannisburg) est un château situé sur une terrasse dominant le Main, qui surplombe la ville d’Aschaffenburg en Allemagne. Il en constitue la principale attraction touristique. Un poète local n'a-t-il pas écrit à ce sujet : « La ville, c'est son château... »

## Histoire
Il a été édifié en grès rouge entre 1605 et 1614, sur les ordres de l'archevêque Johann Schweikhard von Kronberg, par l'architecte strasbourgeois Georg Ridinger. C'est une des plus importantes constructions de style Renaissance d'Allemagne du Sud. Le château inclut un donjon de l'ancien château féodal. 
Ce château fut jusqu'en 1803 la résidence secondaire des princes-archevêques de Mayence. Il comporte quatre grandes ailes de trois étages, connectées par de grandes tour d'angle, auxquelles répondent, dans la cour intérieure, quatre tours plus petites abritant les escaliers d'entrée. Il fut entièrement redécoré dans le style classique à la fin du XVIIIe siècle. Pendant les bombardements de la Seconde Guerre mondiale, il subit de sérieux dommages et fut reconstruit à partir de 1954. Il a aujourd'hui retrouvé son aspect originel.
Il est géré par l'administration des châteaux, jardins et lacs de l'État bavarois.

## Collections
Le château contient une bibliothèque avec plusieurs incunables, une collection de gravures et de peintures et des modèles réduits. 
- Dix tableaux du cycle de la Passion réalisé vers 1715 par Arent de Gelder. Les deux autres se trouvent au Rijksmuseum d'Amsterdam.
- Modèles réduits en liège de monuments de la Rome antique réalisés par Carl et Georg May[2].